# Otto Dimroth
Otto Dimroth (1872 – 1940) va ser un químic alemany conegut per la transposició de Dimroth així com un tipus de condensador amb una doble espiral interna conegut com el refrigerant de Dimroth.